# ژوسلین یکم، کنت ادسا
ژوسلین یکم، کنت ادسا (به انگلیسی: Joscelin I, Count of Edessa)، شاهزاده گالیله، ارباب تل باشر و کنت ادسا از سال ۱۱۱۹ تا ۱۱۳۱ بود که طی جنگ اول صلیبی به سرزمین مقدس آمد و بعد از فتوحات صلیبیون کنترل کنت‌نشین ادسا را بر عهده گرفت.